# غويدو بيلا
غويدو بيلا (بالإسبانية: Guido Pella)‏ مواليد 17 مايو 1990 في باهيا بلانكا، الأرجنتين، هو لاعب كرة مضرب أرجنتيني بدأ مسيرته كمحترف سنة 2007 يلعب باليد اليسرى ويحتل حالياً المرتبة رقم. 39 (21 مارس 2016) في تصنيف رابطة محترفي كرة المضرب. أعلى تصنيف له في الفردي كان المركز الـ 39 في سنة 2016. أعلى تصنيف له في الزوجي كان المركز الـ 119 في سنة 2015.

## النهائيات

### الفردي: 1 (الوصافة 1)
| الحصيلة | الرقم | التاريخ        | الدورة                 | الأرضية | المنافس      | النتيجة            |
| ------- | ----- | -------------- | ---------------------- | ------- | ------------ | ------------------ |
| الوصافة | 1.    | 21 فبراير 2016 | ريو المفتوحة، البرازيل | ترابية  | بابلو كويفاس | 4–6, 7–6(7–5), 4–6 |

## الخط الزمني للفردي
مفتاح
| ف | ن | ن.ن | ر.ن | د# | د.م | ل | أ.أ | ت | غ | ب | ف | ذ | م.خ | ل.ت |

(ف) فاز بالبطولة (ن) وصل النهائي (ن.ن) نصف النهائي (ر.ن) ربع النهائي (د#) الأدوار الأربعة الأولى (د.م) دور المجموعات (ل) شارك في كأس ديفيز (أ.أ) خرج من الأدوار الاولى (ت) خسر التصفيات التأهيلية (غ) غاب عن الحدث أو البطولة (ب) حصل على ميدالية برونزية (ف) حصل على ميدالية فضية (ذ) حصل على ميدالية ذهبية (م.خ) بطولة الماسترز خُفضت إلى مرتبة أقل (ل.ت) البطولة لم تعقد في السنة المعينة.
لتجنب الارتباك وازدواجية الحساب، يتم تحديث هذه المعلومات إما في نهاية البطولة، أو عندما تكون مشاركة اللاعب في البطولة قد انتهت.
| دورات الجراند سلام |     |     |     |     |     |     |       |     |     |
| أستراليا المفتوحة  | غ   | غ   | د1  | غ   | غ   | د2  | 0 / 2 | 1–2 | 33% |
| فرنسا المفتوحة     | غ   | ت1  | د2  | ت2  | ت2  |     | 0 / 1 | 1–1 | 50% |
| بطولة ويمبلدون     | غ   | غ   | د1  | غ   | ت3  |     | 0 / 1 | 0–1 | 0%  |
| أمريكا المفتوحة    | غ   | د1  | د1  | ت1  | د1  |     | 0 / 3 | 0–3 | 0%  |
| فوز-خسارة          | 0–0 | 0–1 | 1–4 | 0–0 | 0–1 | 1–1 | 0 / 7 | 2–7 | 22% |

## روابط خارجية
- غويدو بيلا على موقع رابطة محترفي التنس (الإنجليزية)
- غويدو بيلا على موقع الاتحاد الدولي لكرة المضرب (الإنجليزية)
- غويدو بيلا على موقع كأس ديفيز (الإنجليزية)
- غويدو بيلا على موقع خلاصة التنس.كوم (الإنجليزية)
- غويدو بيلا على موقع إي إس بي إن.كوم (الإنجليزية)
- غويدو بيلا على موقع أوليمبيديا (الإنجليزية)
- غويدو بيلا على موقع اللجنة الأولمبية الأرجنتينية (الإسبانية)